# Ева Липска
Ева Липска, пољска песникиња. Рођена 1945. године у Кракову.

## Биографија
Студирала Академију ликовних уметности, али се определила за поезију. Дебитовала 1967. године са песничком збирком Стихови. Годинама је радила као уредник у краковској Књижевној издавачкој кући и у часопису Писмо. Од 1990. године провела је 10 година у Бечу као директор Пољског културног центра и аташе за културу Амбасаде Републике Пољске. Није припадала ниједној књижевној групи, нити правцу, иако је критичари сврставају у нови талас. Писала је прозу, драме, текстове за краковски кабаре Подрум код овнова. Добитник низа престижних награда: Награда Кошћелских (Женева, 1973), Награда ПЕН клуба Роберт Грејвс (1979), Независна фондација за популарисање пољске културе (1990), Награда пољског ПЕН клуба за целокупно стваралаштво(1993), Награда Фондације А. Јужиковског (Њујорк, 1993). Превођена на све познатије светске језике.
2013. године била је почасни гост 7. Београдског фестивала поезије и књиге Тргни се! Поезија. 2014. године добитник је награде Европски атлас лирике, новоустановљене награде издавачке организације и асоцијације писаца и књижевних преводилаца Кућа поезије из Републике Српске.